# Эбхерек
Эбхере́к (перс. ابهرک‎) или Эбаре́к — село на севере Ирана, в остане Альборз. Входит в состав шахрестана Кередж. Является частью дехестана (сельского округа) Адеран бахша Асара.

## География
Село находится в восточной части Альборза, в горной местности южной части Эльбурса, на расстоянии приблизительно 10 километров к северо-востоку от Кереджа, административного центра провинции. Абсолютная высота — 1810 метров над уровнем моря.

## Население
По данным переписи 2006 года население села составляло 378 человек (189 мужчин и 189 женщин). В Эбхереке насчитывалось 95 домохозяйств. Уровень грамотности населения составлял 84,92 %. Уровень грамотности среди мужчин составлял 87,3 %, среди женщин — 82,54 %.